# Harald Zahrte
Harald Zahrte (* 1957 in Uelzen) ist ein deutscher Politiker (parteilos) und Verwaltungsbeamter. 

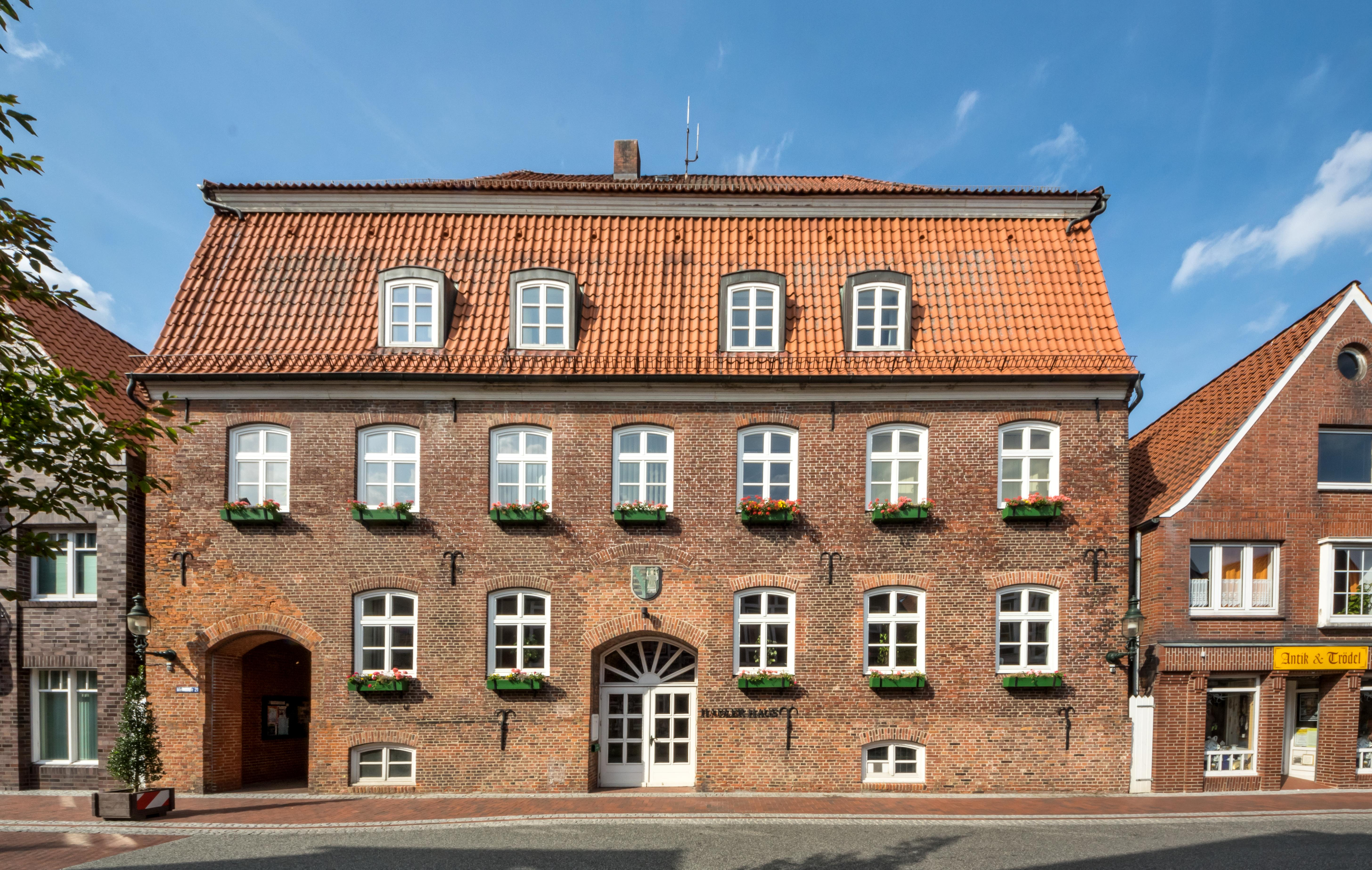
Samtgemeindeverwaltung im Hadler Haus, Otterndorf

## Leben
Zahrte ging in Uelzen bis 1976 auf das Herzog-Ernst-Gymnasium. Von 1995 bis 2021 war er Samtgemeindebürgermeister der niedersächsischen Samtgemeinde Land Hadeln und Stadtdirektor von Otterndorf.
Im Mai 2019 kandidierte Harald Zahrte für das Amt des Oberbürgermeisters in Cuxhaven, unterstützt von CDU und FDP. Er erhielt 40,2 % der Stimmen und unterlag damit Uwe Santjer (SPD).
Zahrte ist verheiratet und hat drei Kinder.